# 1. Klasse Pommern 1943/44
De 1. Klasse Pommern 1943/44 was het elfde en laatste voetbalkampioenschap van de Bezirksklasse Pommern, het tweede niveau onder de Gauliga Pommern. De competitie werd opnieuw in meerdere groepen onderverdeeld, die soms nog verdere onderverdelingen hadden. De winnaars namen deel aan de eindronde om promotie. 
Door het nakende einde in de Tweede Wereldoorlog werd in 1944/45 geen 1. Klasse meer gespeeld, de clubs die zich inmiddels niet teruggetrokken hadden werden ingedeeld in de Gauliga, die verder in regionale groepen opgesplitst werd, echter werd het seizoen niet voltooid. 

## 1. Klasse

### Kreisgruppe A
| Plaats | Club                               | Wed.           | W              | G              | V              | Saldo          | Ptn.           |
| ------ | ---------------------------------- | -------------- | -------------- | -------------- | -------------- | -------------- | -------------- |
| 1.     | Greifswalder SC                    | 12             | 10             | 0              | 2              | 43:22          | 20:04          |
| 2.     | TSV 1860 Stralsund                 | 10             | 8              | 1              | 1              | 51:23          | 17:03          |
| 3.     | LSV Tutow                          | 6              | 5              | 0              | 1              | 18:08          | 10:02          |
| 4.     | WKG Marine-Flakschule Grimmen      | 8              | 2              | 2              | 4              | 16:23          | 06:10          |
| 5.     | LSV Bug                            | 8              | 2              | 1              | 5              | 25:30          | 05:11          |
| 6.     | HSV Fliegerabwehrschule Greifswald | 8              | 2              | 1              | 5              | 25:30          | 05:11          |
| 7.     | WKG KAS Saßnitz                    | 9              | 0              | 3              | 6              | 17:43          | 03:15          |
| 8.     | LSV Flakschule Barth               | 7              | 1              | 0              | 6              | 14:23          | 02:12          |
| 9.     | LSV Lobbe                          | Teruggetrokken | Teruggetrokken | Teruggetrokken | Teruggetrokken | Teruggetrokken | Teruggetrokken |

- HSV Truppenluftschutzschule Greifswald nam de naam HSV Fliegerabwehrschule Greifswald aan, fuseerde in 1944 met Greifswalder SC tot KSG Greifswald.

|  | Geplaatst voor promotie-eindronde |
|  | Degradatie/terugtrekking          |

### Kreisgruppe B
| Plaats | Club                                | Wed.           | W              | G              | V              | Saldo          | Ptn.           |
| ------ | ----------------------------------- | -------------- | -------------- | -------------- | -------------- | -------------- | -------------- |
| 1.     | SV Karlshagen 1938                  | 6              | 6              | 0              | 0              | 20:05          | 12             |
| 2.     | WKG KAL Swinemünde                  | 3              | 1              | 1              | 1              | 08:08          | 03:03          |
| 3.     | TSV Ahlbeck                         | 2              | 1              | 0              | 1              | 06:02          | 02:02          |
| 4.     | LSV Garz/Swinemünde                 | 2              | 1              | 0              | 1              | 03:04          | 02:02          |
| 5.     | WKG Marine-Flakschule Ahlbeck       | 3              | 1              | 0              | 2              | 08:05          | 02:04          |
| 6.     | TSV 1861 Swinemünde                 | 1              | 0              | 1              | 0              | 03:03          | 01:01          |
| 7.     | WKG KAS Pritter                     | Teruggetrokken | Teruggetrokken | Teruggetrokken | Teruggetrokken | Teruggetrokken | Teruggetrokken |
| 8.     | WKG der BSG Arado Anklam            | Teruggetrokken | Teruggetrokken | Teruggetrokken | Teruggetrokken | Teruggetrokken | Teruggetrokken |
| 9.     | SC Wolgast                          | 5              | 0              | 0              | 5              | 07:28          | 00:10          |
| 10.    | WKG Marine-Flakschule Swinemünde II | Teruggetrokken | Teruggetrokken | Teruggetrokken | Teruggetrokken | Teruggetrokken | Teruggetrokken |

SV Peenemünde wijzige de naam in SV Karlshagen 1938. 
|  | Geplaatst voor promotie-eindronde |
|  | Degradatie/terugtrekking          |

### Kreisgruppe C
| Plaats | Club                                           | Wed.        | W           | G           | V           | Saldo       | Ptn.        |
| ------ | ---------------------------------------------- | ----------- | ----------- | ----------- | ----------- | ----------- | ----------- |
| 1.     | WKG Kriegsmarine U-Stützpunkt Stettin          | 23          | 20          | 0           | 3           | 118:24      | 40:06       |
| 2.     | SV Preußen-Borussia Stettin                    | 24          | 18          | 2           | 4           | 130:37      | 38:10       |
| 3.     | TSV 1894 Stettin                               | 24          | 17          | 2           | 5           | 83:57       | 36:12       |
| 4.     | KSG HSV-VfL Stettin                            | 24          | 16          | 2           | 6           | 90:45       | 34:14       |
| 5.     | VfL Pölitz                                     | 23          | 14          | 2           | 7           | 81:39       | 30:16       |
| 6.     | SC Viktoria Stargard                           | 24          | 11          | 1           | 12          | 56:39       | 23:25       |
| 7.     | VfB-Reichspost Stettin 08                      | 24          | 11          | 0           | 13          | 73:56       | 22:26       |
| 8.     | SC Hansa 1922 Stettin                          | 24          | 9           | 3           | 12          | 69:91       | 21:27       |
| 9.     | SC Blücher Gollnow                             | 23          | 7           | 1           | 15          | 55:89       | 15:31       |
| 10.    | Reichsbahn SG Stettin                          | 21          | 6           | 2           | 13          | 48:83       | 14:28       |
| 11.    | Reichsbahn SG Stargard                         | 22          | 6           | 2           | 14          | 18:86       | 14:30       |
| 12.    | TSV Stettin-Bredow 61                          | 23          | 5           | 0           | 18          | 40:114      | 10:36       |
| 13.    | SC Comet Stettin                               | 23          | 2           | 1           | 20          | 24:125      | 05:41       |
| 14.    | WKG der BSG Pommersche Motorenbau GmbH Stettin | Uitgesloten | Uitgesloten | Uitgesloten | Uitgesloten | Uitgesloten | Uitgesloten |

- WKG der BSG Hydrierwerke Pölitz fuseerde met TSV 1862 Pölitz tot VfL Pölitz.

|  | Geplaatst voor finale    |
|  | Degradatie/terugtrekking |

### Kreisgruppe F/G
| Plaats | Club                        | Wed.           | W              | G              | V              | Saldo          | Ptn.           |
| ------ | --------------------------- | -------------- | -------------- | -------------- | -------------- | -------------- | -------------- |
| 1.     | HSV Rügenwalde              | 8              | 8              | 0              | 0              | 43:11          | 16             |
| 2.     | SG SS Lauenburg             | 5              | 3              | 0              | 2              | 12:13          | 06:04          |
| 3.     | FC Pfeil Lauenburg          | 5              | 1              | 1              | 3              | 13:18          | 03:07          |
| 4.     | LSV Kolberg                 | 5              | 1              | 0              | 4              | 11:19          | 02:08          |
| 5.     | Kösliner SV Phönix          | 5              | 0              | 1              | 4              | 10:28          | 01:09          |
| 6.     | WKG Kriegsmarine Rügenwalde | Teruggetrokken | Teruggetrokken | Teruggetrokken | Teruggetrokken | Teruggetrokken | Teruggetrokken |

|  | Geplaatst voor finale    |
|  | Degradatie/terugtrekking |

### Kreisgruppe I
| Plaats | Club                     | Wed. | W | G | V | Saldo | Ptn.  |
| ------ | ------------------------ | ---- | - | - | - | ----- | ----- |
| 1.     | HSV Groß Born II         | 5    | 4 | 0 | 1 | 41:11 | 08:02 |
| 2.     | FC Viktoria Schneidemühl | 5    | 3 | 0 | 2 | 09:20 | 06:04 |
| 3.     | SV Deutsch Krone         | 5    | 2 | 0 | 3 | 24:17 | 04:06 |
| 4.     | SV Hertha Schneidemühl   | 5    | 1 | 0 | 4 | 09:35 | 02:08 |

|  | Degradatie/terugtrekking |

## Promotie-eindronde
Uiteindelijk promoveerden alle teams waardoor de eindronde eigenlijk overbodig was. 
| Plaats | Club               | Wed. | W | G | V | Saldo | Ptn.  |
| ------ | ------------------ | ---- | - | - | - | ----- | ----- |
| 1.     | KSG Greifswald     | 4    | 2 | 1 | 1 | 07:06 | 05:03 |
| 2.     | SV Karlshagen 1938 | 4    | 2 | 0 | 2 | 10:08 | 04:04 |
| 3.     | LSV Greifswald     | 4    | 1 | 1 | 2 | 08:11 | 03:05 |